# Dobbiaco
Dobbiaco (Toblach) é uma comuna italiana da região do Trentino-Alto Ádige, província de Bolzano, com cerca de 3.247 habitantes. Estende-se por uma área de 126 km², tendo uma densidade populacional de 26 hab/km². Faz fronteira com Auronzo di Cadore (BL), Braies, Cortina d'Ampezzo (BL), San Candido, Sesto, Valle di Casies, Villabassa.

## Demografia
| Variação demográfica do município entre 1861 e 2011                               |
|                                                                                   |
| Fonte: Istituto Nazionale di Statistica (ISTAT) - Elaboração gráfica da Wikipedia |